# Ordinateur trou noir
Ne doit pas être confondu avec Trou noir (informatique).
Pour les articles homonymes, voir Trou noir (homonymie).
Un ordinateur trou noir  ou ordinateur cosmique quantique, est un modèle de calcul ou de stockage de données hypothétique explorant les limites de la notion de calcul. Il peut être possible, en théorie, d'utiliser un trou noir comme dispositif de calcul ou de stockage de données, s'il est possible de trouver un mécanisme pratique pour en extraire l'information. Ce mécanisme pourrait être envisagé en exploitant l'évaporation des trous noirs si le paradoxe de l'information peut être résolu. La densité d'information serait alors égale à la limite de Bekenstein.

## Stockage d'information dans les systèmes physiques
Le concept d'ordinateur trou noir repose sur l'idée que chaque objet physique stocke des informations sous la forme de bits, hypothèse de base de la physique numérique. Cette idée fut notamment exprimée dans le début des années 1990 par John Wheeler ,,. David Chalmers a résumé les vues de Wheeler comme suit :
Wheeler a suggéré que l'information est fondamentale pour la physique de l'univers. Selon cette doctrine «it from bit», les lois de la physique peuvent être exprimées en termes d'information, postulant différents états qui donnent lieu à des effets différents sans réellement dire ce que sont ces états. Ce n'est que leur position dans un espace d'information qui compte. Si c'est exact, alors l'information est un candidat naturel pour jouer également un rôle dans une théorie fondamentale de la conscience. Nous sommes amenés à une conception du monde où l'information est vraiment fondamentale, et possédant deux aspects, correspondant à la physique et aux caractéristiques phénoménales du monde.
Il existe une limite à la quantité d'information que peut stocker un système physique qui est une conséquence de la deuxième loi de la thermodynamique. Cette limite est appelée « limite d'entropie » et détermine la quantité maximale d’information pouvant être stockée dans un objet physique en fonction de sa masse et de ses dimensions. Elle est liée à la quantité maximale de masse-énergie pouvant être contenue dans le volume d'un litre, l'entropie étant en effet proportionnelle à l'énergie divisée à la température.
Un kilogramme de matière converti en énergie dans un volume d'un litre correspond à 1031 bits d'informations. L'entropie d'un trou noir a été calculée pour la première fois par les physiciens Stephen Hawking et Jacob Bekenstein dans les années 1970 et en 1986, Rafael Sorkin, de l'université de Syracuse, a prouvé que cette entropie correspondait précisément à la limite fondamentale d'entropie. Celle-ci est d'environ 1066 bits d'information contenue dans 1 centimètre cube (dont le poids est de 1028 grammes).

## Apport de la découverte du rayonnement de Hawking
Avant la découverte de l’évaporation des trous noirs par Hawking, l'information entrant en contact avec un trou noir était considérée comme perdue. Néanmoins, en 1975, Stephen Hawking a prouvé que les trous noirs pouvaient restituer l'information qu'ils avaient engrangée.
On peut alors supposer que le traitement de données puisse s'effectuer au cœur du trou noir, par le biais des interactions entre particules, et ainsi, le trou noir serait devenu un ordinateur, il fonctionnerait tel que :
- entrée de données,
- traitement de données,
- sortie de données (établie par le rayonnement de Hawking).

## Calcul de l'aire et de l'entropie d'un trou noir
Pour un objet standard, le volume de cet objet influe sur son entropie et donc sur sa mémoire et sa vitesse de calcul, mais l'entropie d'un trou noir n'est pas liée à son volume mais à son aire,. C'est donc cette dernière qui influe sur la mémoire et la vitesse de calcul d'un ordinateur trou noir. Seuls trois autres facteurs peuvent modifier l'entropie d'un trou noir ordinateur, ils sont prévus par le théorème de la calvitie,.
Ces trois facteurs sont :
- La masse
- Le moment cinétique
- La charge électrique

De ce théorème résulte le fait que seuls 4 types de trous noirs peuvent exister:
| Paramètre           | Paramètre               | Moment cinétique J              | Moment cinétique J       |
| ------------------- | ----------------------- | ------------------------------- | ------------------------ |
| Paramètre           | Paramètre               | J=0                             | J{\displaystyle \neq }0  |
| Charge électrique Q | Q=0                     | Trou noir de Schwarzschild      | Trou noir de Kerr        |
| Charge électrique Q | Q{\displaystyle \neq }0 | Trou noir de Reissner-Nordström | Trou noir de Kerr-Newman |

En conclusion, pour connaitre l'entropie d'un trou noir, il faut connaitre son aire et les trois seules propriétés d'un trou noir soit le moment cinétique, la masse et la charge électrique.

### Aire d'un trou noir
Pour trouver l'aire d'un trou noir, deux cas sont possibles :

#### Trou noir de Schwarzschild
Pour calculer l'aire d'un trou noir de Schwarzschild, on utilise la métrique de Schwarzchild, qui ne prend en compte ni le moment cinétique du trou noir, ni sa charge.
La formule s'écrit :
{\displaystyle A=16\pi (GM/c^{2})^{2}\ }
On retrouve A qui correspond à l'aire, G à la constante gravitationnelle de Newton, M à la masse et c à la vitesse de la lumière.

#### Autres cas
Dans tous les autres cas on utilise la métrique de Kerr-Newman, qui permet de calculer l'aire d'un trou noir possédant une charge électrique non nulle, un moment cinétique non nul ou bien les deux par la formule:
{\displaystyle A=\int _{0}^{\pi }d\theta \int _{0}^{2\pi }d\varphi {\sqrt {g_{\theta \theta }\,g_{\varphi \varphi }}}=4\pi (r_{h}^{2}+(J/Mc)^{2})}

### Entropie d'un trou noir
On peut donc associer la formule de Bekenstein-Hawking, qui relie l'aire de l’horizon des événements à son entropie, au théorème de Margolus-Levitin pour trouver la mémoire et la vitesse de calcul d'un trou noir de toute taille.
La formule de Bekenstein-Hawking est la suivante :
{\displaystyle S_{\rm {BH}}={\frac {1}{4}}k_{\rm {B}}{\frac {c^{3}}{\hbar G}}A}
où kB est la constante de Boltzmann et  la constante de Planck réduite. Les indices « BH », souvent indiqués dans la littérature scientifique, peuvent soit se référer à « Black Hole » (« trou noir » en anglais) ou à « Bekenstein-Hawking ».

## Vitesse de calcul, capacité d'opérations maximales et mémoire d'un trou noir

### Capacité maximale d'opération à la seconde
La durée minimale pour qu'un bit bascule est prévue par le théorème de Margolus-Levitin qui est une adaptation à la physique de l'information de la relation d'Heisenberg,. Ce théorème exprime le fait que plus le temps de basculement d'un bit est cours, plus l'énergie requise est élevée tel que :
{\displaystyle t\geq h/4E}
h correspond à la constante de Planck normalisée.
Si l'on prend l'exemple d'un kilogramme d'eau dans un volume d'un litre, alors on peut calculer l'énergie totale de cet objet, puis le nombre maximum d'opérations par seconde, respectivement {\displaystyle 9\times 10^{16}} joules et {\displaystyle 10^{51}} flops. Comme nous l'avons vu précédemment, on peut considérer un trou noir comme étant un ordinateur comprimé à sa taille minimale ; il peut donc effectuer 1051 opérations à la seconde[Quoi ?].

### Vitesse de calcul
La vitesse de calcul, ou le temps nécessaire pour basculer un bit d'un trou noir, correspond au temps que la lumière met pour traverser son horizon des événements. De ce fait, un trou noir d'une masse d'un kilogramme et d'un rayon de 10-27 mètre a une vitesse de calcul de 1035 flops.

### Mémoire d'un trou noir
Pour un objet standard, le volume de cet objet influe sur son entropie et donc sur sa mémoire et sa vitesse de calcul. En effet, la gravité permet de rassembler et de connecter des atomes entre eux, ce qui laisse moins de possibilités de combinaisons d'atomes, ce qui réduit donc la mémoire de l'objet. Comme écrit plus haut, pour déduire l'entropie d'un trou noir, on calcule son aire, et non son volume. Grâce à l'entropie d'un trou noir d'un kilo, par exemple, nous pouvons déduire sa mémoire : 1016 bits.
La mémoire maximale d'un trou noir est bornée par la limite de Bekenstein.

## Fonctionnement pratique
Pour qu'un ordinateur trou noir fonctionne, il faudrait coder les données sous forme de matière et d'énergie, puis les envoyer dans le trou noir. Ensuite, les interactions diverses entre les particules permettraient le traitement des données précédemment codées à cet effet. Enfin, la récupération des données se ferait par le rayonnement de Hawking qui délivrerait les informations récupérées et décodées par un capteur.

### Impact de la taille du trou noir
Le phénomène expliqué plus haut peut s'appliquer sur tous les types de trous noirs, néanmoins, plus un trou noir est petit, plus sa vitesse d'évaporation est élevée. Un trou noir d'un kilogramme aura, par exemple, une durée d'évaporation de 10-21 seconde.

#### Caractéristiques du ordinateur trou noir
Comme nous l'avons vu précédemment, le rayon du trou noir joue sur sa mémoire mais il faut noter que le rétrécissement de ce rayon n’entraîne pas une diminution du potentiel de calcul par seconde, car l'énergie en jeu ne change pas, seule la densité varie. Aussi, la vitesse de basculement des bits est réduite si l'aire est rétrécie, car elle est égale au temps que met la lumière pour aller d'un bout à l'autre du trou noir[Quoi ?].

#### Rayonnement émis
Un autre impact de la taille d'un trou noir est le spectre dans lequel il émet. En effet, rayonnement de Hawking varie selon le rayon du trou noir (l'énergie du rayonnement est inversement proportionnelle à la taille du trou noir), et si l'on reprend l'exemple du trou noir d'un kilogramme, il émettra des rayons gamma.

## Controverses
Après la découverte du rayonnement de Hawking, l'opinion générale au sein de la communauté scientifique était que l'information rayonnée par un trou noir était aléatoire, et ne permettait pas la reconstitution de l'information de base. Or cette opinion va à l'encontre des principes de physique quantique, stipulant qu'aucune information ne peut disparaître,,
Plus tard, d'autres scientifiques, tels que Leonard Susskind, John Preskill ou bien Gerard ’t Hooft, supposèrent que l'information sortant du trou noir n'est pas aléatoire mais était soumise à une certaine logique, résolvant au passage le paradoxe de l'information.